# Qerim Sadiku
Qerim Sadiku (* 12. Februar 1919 in Vusanje, Königreich Jugoslawien; † 4. März 1946 in Shkodra, Albanien) war ein Moslem, der zum Christentum konvertiert war. Er wurde im atheistischen Albanien des Enver-Hoxha-Regimes um seines Glaubens willen verhaftet und erschossen. Unter den Achtunddreißig Märtyrern Albaniens, die im November 2016 seliggesprochen wurden, ist er der einzige Moslem.

## Leben
Qerim Sadiku ist im Dorf Vusanje bei Gusinje im heute montenegrinischen Teil der Albanischen Alpen geboren. Er hatte als Sergeant in der albanischen Gendarmerie gedient. Er wurde vom Jesuitenorden missioniert. In einer von der Kirche – namentlich dem damaligen Erzbistum Skutari – arrangierten Ehe heiratete er im September 1944 die katholische Christin Marije Vata, als diese noch ein Kind war. Sie hatten zusammen einen Sohn, der katholisch-christlich auf den Namen Gaspër getauft wurde und christlich erzogen werden sollte. Das Kind kam sechs Monate nach der Verhaftung Qerim Sadikus auf die Welt und lernte seinen Vater nie kennen.
Einer der Dozenten des Päpstlichen Priesterseminars in Shkodra, P. Gjon Shllaku OFM, hatte über den ersten Sekretär der Kommunistischen Partei in Shkodra Tuk Jakova ein satirisches Gedicht geschrieben, das er den Seminaristen vorlas. Ein Seminarist machte den Vorschlag, den Text zu drucken und als Traktat zu verbreiten, was in der ersten Hälfte des Jahres 1945 geschah. Die beiden Seminaristen Mark Cuni und Gjergj Bici kamen auf die Idee, angesichts der für Dezember anstehenden Wahlen weitere Traktate zu drucken, in denen sie auf die fehlenden Freiheiten hinwiesen und vor den Kommunisten warnten. Die Gruppe fungierte als „Albanische Union“ (Bashkimi Shqiptar). Im Zuge der Ermittlungen gegen die Widerständler wurden im November und Dezember 1945 insgesamt 39 Personen von der Staatssicherheit festgenommen. Qerim Sadiku wurde am 3. Dezember 1945 inhaftiert. Im Kino Rozafa wurden am 22. Februar 1946 acht Todesurteile verlesen – unter den Verurteilten waren neben Qerim Sadiku auch die Priester und Seminaristen Giovanni Fausti, Gjon Shllaku, Daniel Dajani, Mark Çuni, Gjergj Bici, Gjelosh Lulashi und Gjon Vata. Mehr als 20 andere Personen wurden zum Teil zu sehr langen Gefängnisstrafen verurteilt. Ihnen wurde vorgeworfen, dass sie eine gewaltsame Revolution gegen die Staatsmacht anzetteln wollten und mit ausländischen Staaten zusammenarbeiteten. Es war einer der ersten großen Schauprozesse im kommunistischen Albanien. Am 4. März wurden die Verurteilten früh morgens auf die Müllhalde hinter dem katholischen Friedhof von Rramaj bei Shkodra gebracht. Dort wurden sie erschossen. In der nächsten Nacht wurden sie in einem Massengrab am Kir-Ufer verscharrt.

## Seligsprechung
Die Seligsprechung von Qerim Sadiku und 37 weiteren Märtyrern fand am 5. November 2016 in Shkodra auf dem Platz vor dem Stephanskathedrale statt. Er war einer von vier Laien. Der Präfekt der Kongregation für die Selig- und Heiligsprechungsverfahren, Kardinal Angelo Amato, leitete im Auftrag von Papst Franziskus die Feierlichkeiten.